# Frabo
Fra.Bo è un'azienda italiana fondata nel 1969 dai fratelli Bonetti, specializzata nella produzione di raccorderie in rame, acciaio inox, acciaio al carbonio, ottone, bronzo e altri materiali per impianti idrotermosanitari, nota per avere creato nel 1999 il primo raccordo a pressare con guarnizione unica che mette in sicurezza le grandi reti che portano acqua e gas, chiamato Frabopress, e per avere condotto una battaglia legale (durata più di dieci, fino al 2015) per poter vendere quell'innovazione sul mercato tedesco, bloccato a causa delle pressioni esercitate dalle lobby tedesche del settore nonostante due procedure d'infrazione nei confronti della Germania decise dalla Commissione UE e una sentenza favorevole alla Fra.Bo della Corte di Giustizia Europea di Lussemburgo.
Nel 2022 c'è stata la fusione di Fra.Bo in Rubinetterie Bresciane Bonomi S.p.A.

## Storia
Nel 1963 i cinque fratelli Bonetti (Vittorino, Francesco, Giuseppe, Bettino e Sante) danno vita alla “Fonderia Fratelli Bonetti” iniziando, come conto terzisti, la produzione di raccordi e rubinetti per gli impianti idrotermosanitari. Sei anni più tardi, nel 1969, creano la Fra.Bo S.n.c. (acronimo di Fratelli Bonetti) con sede a Bordolano (Cremona), che all'attività di produzione affianca anche la commercializzazione dei raccordi finora prodotti per conto terzi. Nel 1976 viene costituita la Fra.Bo S.p.A. che si focalizza sulla produzione dei materiali non ferrosi: bronzo, ottone e rame.
Nel 1993 è aperta una filiale in Francia. Nel 1999 la seconda generazione della famiglia Bonetti prende la guida dell'azienda che proprio quell'anno completa il nuovo investimento nella linea di produzione di raccordi a pressare in rame e bronzo e lancia i raccordi Frabopress sul mercato: il solo prodotto al mondo con una guarnizione unica per acqua e gas.
Nel 2000 è aperta la nuova sede a Quinzano d'Oglio, al confine tra le province di Brescia e Bergamo, per il magazzino, la direzione e gli uffici commerciali ed amministrativi. Nel 2002 viene aperta una filiale anche in Romania. Nel 2008 è inaugurata una nuova linea di produzione per raccordi a pressare in acciaio al carbonio e acciaio inossidabile. Nascono Frabopress C-Steel e Frabopress 316.  Un anno più tardi, nel 2009, è realizzata una nuova gamma di raccordi in rame a saldare in pollici. Nel 2011 lo stabilimento di Bordolano viene ampliato con due nuovi capannoni, diventando il cuore dell'azienda, tre anni più tardi, nel 2015, viene costruito anche un nuovo capannone per potenziare la produzione di raccordi in acciaio.
Nel 2002 inizia il contenzioso dell'azienda italiana con Dvgw, l'ente tedesco (pubblico e privato) di certificazione industriale per l'autorizzazione alla vendita del prodotto. La Fra.Bo si rivolge a Bruxelles e nel 2006 e 2008 la Commissione europea apre due procedure di infrazione nei confronti della Germania per mancato rispetto delle norme comunitarie ma senza risultati, in seguito si rivolge alla Corte di giustizia europea di Lussemburgo. Nel luglio 2012 la Corte decide a favore della Fra.Bo. Ma la sentenza della Corte europea non viene recepita in Germania, fino a quando nel 2015 un tribunale tedesco non dà ragione alla Fra.Bo dichiarando illegale quanto stabilito anni prima dall'ente Dvgw.
Nel 2018 Fra.Bo brevetta un sistema di sicurezza con cui è possibile riconoscere velocemente i punti di mancata pressatura ed intervenire di conseguenza.
Nel 2019 il Bonomi Group acquisisce il 100% di Fra.Bo S.p.A.
Nel 2021 avviene l'ampliamento del sito produttivo di Bordolano (CR)
Nel 2022 c'è stata la fusione di Fra.Bo in Rubinetterie Bresciane Bonomi S.p.A.

## Sedi
Headquarters:
- Gussago (BS)

Unità produttiva:
- Bordolano (CR)

Unità logistica:
- Quinzano d'Oglio (BS)